# Буский повет
Буский повет (пол. Powiat buski) — повет (район) в Польше, входит как административная единица в Свентокшиское воеводство. Центр повета — город Буско-Здруй. Занимает площадь 967,39 км². Население — 73 223 человека (на 30 июня 2015 года).

## Административное деление
- города: Буско-Здруй
- городско-сельские гмины: Гмина Буско-Здруй, Гмина Вислица, Гмина Новы-Корчин, Гмина Пацанув
- сельские гмины: Гмина Гнойно, Гмина Солец-Здруй, Гмина Стопница, Гмина Тучемпы,

## Демография
Население повета дано на 30 июня 2015 года.
| Перепись            | Всего  | Мужчины | Женщины |
| ------------------- | ------ | ------- | ------- |
|                     | чел.   | чел.    | чел.    |
| Всего               | 73 223 | 35 735  | 37 488  |
| Городское население | 18 065 | 8441    | 9624    |
| Сельское население  | 55 158 | 27 294  | 27 864  |